# Bogusław Dziadzia
Bogusław Józef Dziadzia – polski kulturoznawca, socjolog, dr hab. nauk humanistycznych, profesor uczelni w Instytucie Nauk o Kulturze Wydziału Humanistycznego Uniwersytetu Śląskiego w Katowicach.

## Życiorys
W 1998 ukończył studia na kierunku wychowanie plastyczne na Uniwersytecie Śląskim w Katowicach. Od roku 1999 jest pracownikiem naukowo‑dydaktycznym Uniwersytetu Śląskiego w Katowicach, gdzie prowadzi zajęcia z zakresu wybranych zagadnień kultury i sztuki, edukacji kulturalnej, komunikowania masowego, kultury popularnej, socjologii sztuki, socjologii reklamy. 8 lipca 2003 obronił pracę doktorską Manipulacja a media. Socjologiczne studium manipulacji medialnej (Wydział Nauk Społecznych, Uniwersytet Śląski w Katowicach), 27 stycznia 2015 habilitował się na podstawie pracy zatytułowanej Naznaczeni popkulturą. Media elektroniczne i przemiany prowincji (SWPS w Warszawie). Pełni funkcję profesora uczelni w Instytucie Nauk o Kulturze na Wydziale Humanistycznym Uniwersytetu Śląskiego w Katowicach.
Piastuje stanowisko prodziekana na Wydziale Sztuki i Nauk o Edukacji Uniwersytetu Śląskiego.

## Publikacje (wybór)
- Wpływ mediów. Konteksty społeczno-edukacyjne, Kraków (2007)[3]
- Raport: Kadry dla kultury w edukacji i edukacji w kulturze, (opracowanie zbiorowe: Katarzyna Olbrycht, Jolanta Skutnik, Ewelina Konieczna, Dorota Sieroń-Galusek, Bogusław Dziadzia) Katowice 2012
- Naznaczeni popkulturą. Media elektroniczne i przemiany prowincji, Gdańsk (2014)[4]
- Sztuka w przestrzeni publicznej. Artystyczne wymiary wytwarzania kapitału kulturowego i społecznego[5] (red. B. Dziadzia, B. Głyda-Żydek, S. Piskorek-Oczko), Bielsko-Biała – Cieszyn (2015)
- Raport: Podnoszenie kompetencji kadr kultury w domach, centrach i ośrodkach kultury (praca zbiorowa: B. Dziadzia, E. Konieczna, J. Liniany, J. Skutnik, D. Sieroń-Galusek), Katowice (2015)
- Kryteria wyboru i oceniania w kulturze (red. J. Winnicka-Gburek, B. Dziadzia), Gdańsk (2017)

## Twórczość artystyczna (wybór)
- oAoS instrumentalnie – wystawa malarstwa, Zamek Cieszyn (2011)
- błękitny pokój  –  wystawa malarstwa na I Biennale w Wenecji Cieszyńskiej (2012)
- vesmírné rakety, kolonie plísní, zdemolované rezonanční krabice / rakiety kosmiczne, kolonie pleśni i zdezelowane pudła rezonansowe (wystawa zbiorowa: Adam Molenda, Magda Szadkowska, Bogusław Dziadzia), Galerie Půda, Český Těšín (2012)
- Manual Focus, wystawa zbiorowa w Muzeum parafialne im. Św. Jana Sarkandra w Skoczowie (2014)
- Powieść: Błękitne pudełko do patrzenia na łąkę[6], Gdańsk (2014)
- Powieść: Diabelskie podcienia[7], Gdańsk (2017)